# Сикарії

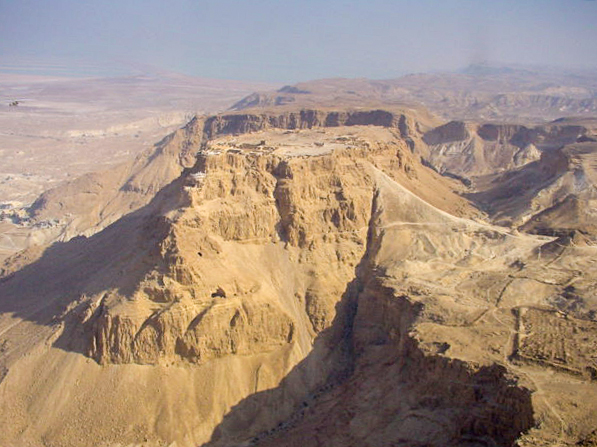
Масада, залишки фортеці і останнього притулку сикаріїв у Юдейські війні

Сика́рії (латинська sicarii, досл. «кинджальники»; від лат. sica, досл. «кривий кинджал», «сика») — терористичне угруповання, що діяло в Юдеї у I столітті н. е. Радикальне крило руху зелотів проти представників римської влади в провінції. Їхньою зброєю переважно був кинджал-сика — звідси й отримали свою назву. Провели ряд нападів на римських начальників, свого роду терористичних актів.
Сикарії були релігійними фанатиками. Боролися з римським впливом в Юдеї, нападали на представників римської влади та лояльних представників місцевої знаті, шкодили їх майну.
Серед сикаріїв були люди різного штибу, включаючи і професійних убивць, які працювали в тому числі й на самих римлян. Йосип Флавій повідомляє, що вбивці воліли діяти в натовпі, що дозволяло зробити більший ефект і заодно, давало нападнику можливість сховатися.
Сикарії були, разом з зелотами (проте, часто конфліктували з ними), та були однією з рушійних сил у Першій юдейській війні. Сикарії вели активні бойові дії, одночасно знищуючи запаси власного продовольства для більшого озлоблення євреїв-повстанців. Після розгрому, деяке число сикаріїв утекло до Єгипту і Кирени, де продовжили боротьбу проти римлян. Останні юдейські сикарії наклали на себе руки в Масаді у 73 році після трирічної облоги римськими військами.
Згадки про сикаріїв є у декількох місцях Талмуду. Був введений спеціальний термін «сікарікон» під яким в Талмуді розуміються особи, що незаконно привласнювали чуже майно, а також закони про це майно.  Цей термін було введено в законодавчий обіг у зв'язку з широким розповсюдженням цього явища в Юдеї після військових дій імператора Тита.
Іспанський похідний термін sicario означає вбивць, що працюють на наркокартелі.